# ガードセンター24 広域警備指令室
『ガードセンター24 広域警備指令室』（ガードセンター24 こういきけいびしれいしつ）は、2016年9月16日の21:00 - 22:54（JST）に日本テレビ系列「『金曜ロードSHOW!』特別ドラマ企画」として放送されたテレビドラマ。主演は、日本テレビゴールデンタイムのドラマ初主演となる中島健人（Sexy Zone）。警備会社を舞台としたオリジナルのアクションエンターテインメント作品である。
日本テレビ運営のアジア向け有料チャンネル「GEM」を通じ、アジアの6つの国と地域で同日・同時刻に放送する“世界同時放送”が行われた。

## キャスト

### SECURITY 24
篠宮守〈24〉
演 - 中島健人（Sexy Zone）
異例の抜擢でガードセンターに配属された新人監視員。正義感が強いが問題行動も多い。両親を亡くし、弟三人の親代りをしている。「大丈夫、大丈夫！」が口癖。
　野々村省吾〈47〉
演 - 上川隆也
セキュリティ24センター長。
　安西心〈26〉
演 - 栗山千明
監視員。ガードセンターの若きエース。
　王子俊一〈31〉
演 - 田中圭
監視員。理系男子。
　外木場秀道〈37〉
演 - ケンドーコバヤシ
監視員。現場上がりの体育会系。
　港麻美子〈43〉
演 - 堀内敬子
監視員チーフ。
　新川仁一郎〈63〉
演 - 中村梅雀
監視員副チーフ。超ベテラン。
　峰岸
演 - 和泉崇司
現場警備員
　（江東待機所チーフ）
演 - 小林正寛
　篠宮の転属前の上司。問題行動に手を焼いていた。
　（警備司令上層部）
演 - 篠塚勝、大久保運、横堀悦夫

### 守の家族
篠宮譲〈17〉
演 - 岩橋玄樹（ジャニーズJr.）
守の弟。高校生。
　篠宮駆〈12〉
演 - 阪本颯希
守の弟。渉と双子の小学生。
　篠宮渉〈12〉
演 - 阪本光希
守の弟。駆と双子の小学生。

### 事件に関わる人物
エレベーターの女
演 - 高畑淳子
　緊急連絡するOL
演 - 川栄李奈
　牧瀬いちご
演 - 谷花音
キッズアイドルグループ「ふるーつみるく」のメンバー。
　アイドルオタク
演 - 前田公輝
「ふるーつみるく」のイベント会場を警備していたSECURITY 24の警備員を気絶させ、制服を強奪して牧瀬いちごを誘拐する。

### その他
演 - 加門良、久松夕子（清水幸江）、西村直人、栃原梨乃、前原滉、丸山優子、橋本恵一郎、田原彩香　ほか

## スタッフ
- 演出：松原浩
- 脚本：蛭田直美
- 主題歌：Sexy Zone「君だけFOREVER」（ポニーキャニオン）
- 挿入歌：Poccimo「JSだって!!いましかない!!」(ポニーキャニオン)
- 警備監修・協力：ALSOK
- アクションコーディネート：オフィスワイルド
- カースタント：タカハシレーシング
- 音響効果：スポット
- 技術協力：NiTRo、エヌ・エス・ティー
- 美術協力・CG：日テレアート
- ポスプロ：アップサイド
- チーフプロデューサー：西憲彦
- プロデューサー：大森美孝（AXON）、松原浩、稲熊洋介
- 製作著作：日本テレビ

## 関連商品
- DVD『ガードセンター24 広域警備指令室』（2017年3月29日）[5]

## 映像配信
「未満警察 ミッドナイトランナー」放送記念として、2020年3月14日から4月11日の期間、動画配信サービス「日テレTADA」「TVer」にて無料公開が実施された。